# Housekeeping Footbridge
Le Housekeeping Footbridge – ou Housekeeping Camp Bridge – est un pont dans le comté de Mariposa, en Californie, dans le sud-ouest des États-Unis. Construite en 1929, cette passerelle franchit la Merced dans la vallée de Yosemite, au cœur du parc national de Yosemite. C'est une propriété contributrice au district historique dit « Yosemite Valley », lequel est inscrit au Registre national des lieux historiques depuis le 14 décembre 2006.